# Sigala (DJ)

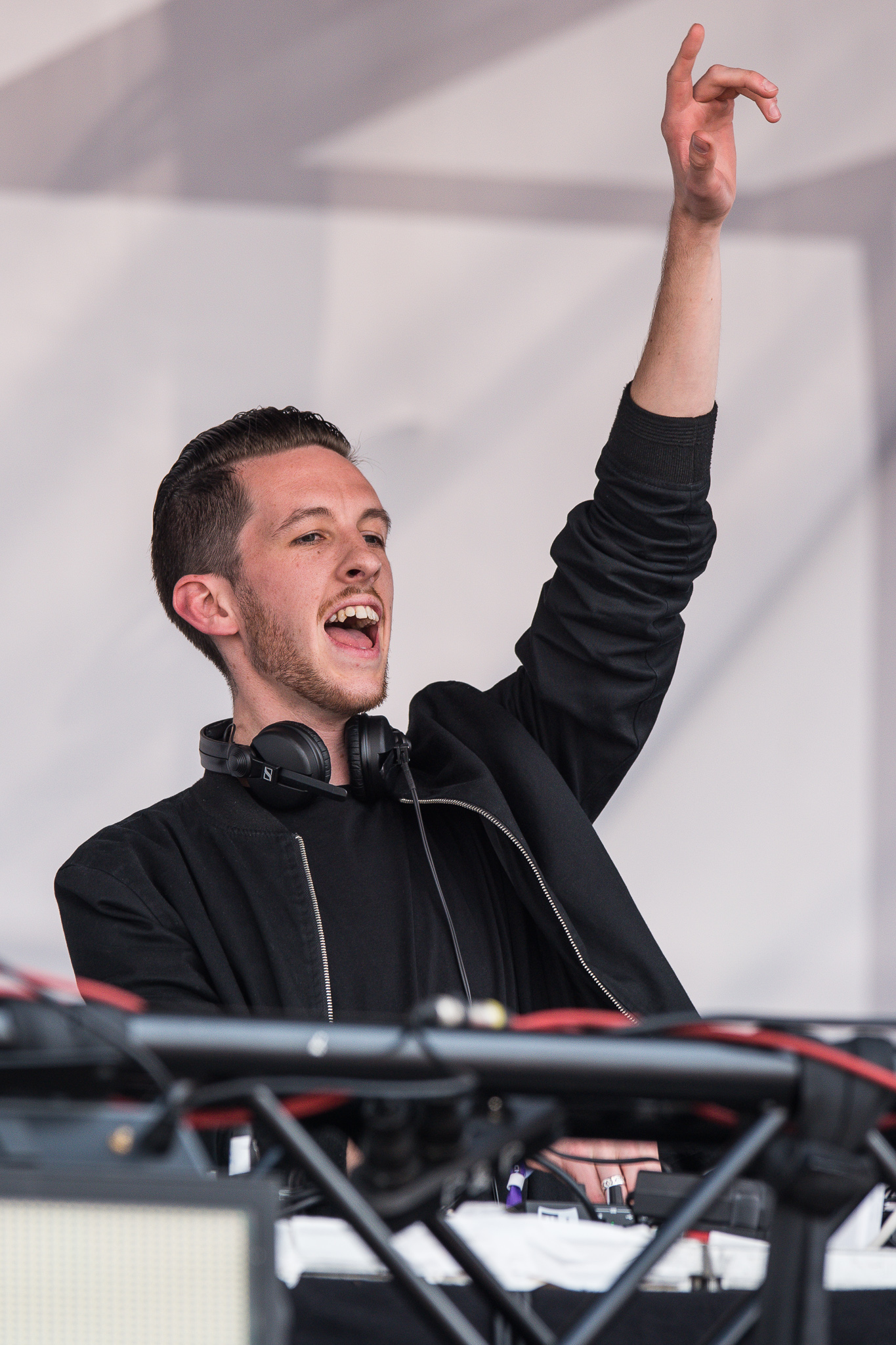
Sigala beim Open Beatz (2016)

Sigala (* 1. November 1989 oder 1992 in Norfolk; eigentlich Bruce Fielder) ist ein britischer DJ und Musikproduzent, der 2015 mit der Single Easy Love internationale Bekanntheit erlangte.

## Karriere
Sigala ist der Künstlername von Bruce Fielder, der aus London stammt. Mit acht Jahren lernte er das Klavierspielen. Als Jugendlicher hörte Fielder Jazz sowie Musik von Fatboy Slim und The Prodigy. Nach dem Abitur spielte er in verschiedenen Bands. Später landete er selbst im Studio und produzierte Musik. Am 22. April 2015 veröffentlichte er unter dem Pseudonym Sigala auf SoundCloud die Single Easy Love, die Mitte September des Jahres auf Platz eins der britischen Charts stand und auch in den deutschsprachigen Ländern die Top 10 erreichte. Das Lied enthält ein Sample von ABC der Jackson Five aus dem Jahr 1970.
Am 2. Oktober 2015 postete Sigala auf seiner SoundCloud-Seite die Single Sweet Lovin’ in Zusammenarbeit mit Bryn Christopher, die Anfang Dezember 2015 in die britischen Charts einstieg.

## Diskografie

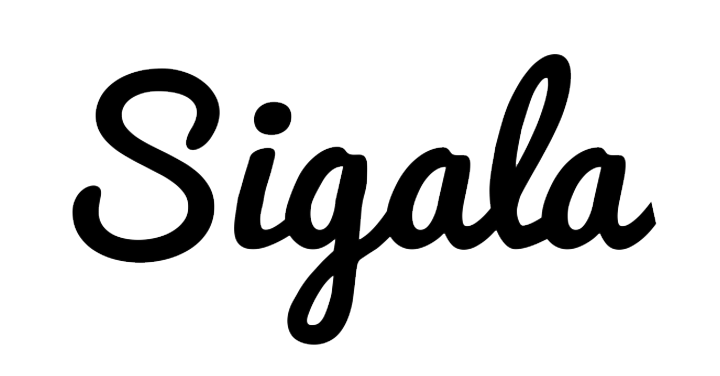
Logo von Sigala

### Studioalben
| Jahr | Titel Musiklabel                                            | Höchstplatzierung, Gesamtwochen, AuszeichnungChartplatzierungen (Jahr, Titel, Musiklabel, Platzierungen, Wochen, Auszeichnungen, Anmerkungen) | Höchstplatzierung, Gesamtwochen, AuszeichnungChartplatzierungen (Jahr, Titel, Musiklabel, Platzierungen, Wochen, Auszeichnungen, Anmerkungen) | Anmerkungen                                                  |
| Jahr | Titel Musiklabel                                            | UK | Dance | Anmerkungen                                                  |
| ---- | ----------------------------------------------------------- | --- | --- | ------------------------------------------------------------ |
| 2018 | Brighter Days Ministry of Sound / Sony Music                | UK14 Platin · (53 Wo.)UK | Dance9 (4 Wo.)Dance | Erstveröffentlichung: 28. September 2018 Verkäufe: + 365.000 |
| 2023 | Every Cloud – Silver Linings Ministry of Sound / Sony Music | UK64 Silber · (7 Wo.)UK | — | Erstveröffentlichung: 3. März 2023 Verkäufe: + 82.000        |

### Singles
| Jahr | Titel Album                                            | Höchstplatzierung, Gesamtwochen, AuszeichnungChartplatzierungen (Jahr, Titel, Album, Platzierungen, Wochen, Auszeichnungen, Anmerkungen) | Höchstplatzierung, Gesamtwochen, AuszeichnungChartplatzierungen (Jahr, Titel, Album, Platzierungen, Wochen, Auszeichnungen, Anmerkungen) | Höchstplatzierung, Gesamtwochen, AuszeichnungChartplatzierungen (Jahr, Titel, Album, Platzierungen, Wochen, Auszeichnungen, Anmerkungen) | Höchstplatzierung, Gesamtwochen, AuszeichnungChartplatzierungen (Jahr, Titel, Album, Platzierungen, Wochen, Auszeichnungen, Anmerkungen) | Höchstplatzierung, Gesamtwochen, AuszeichnungChartplatzierungen (Jahr, Titel, Album, Platzierungen, Wochen, Auszeichnungen, Anmerkungen) | Anmerkungen                                                                                                   |
| Jahr | Titel Album                                            | DE | AT | CH | UK | Dance | Anmerkungen                                                                                                   |
| ---- | ------------------------------------------------------ | --- | --- | --- | --- | --- | --- |
| 2015 | Easy Love Brighter Days                                | DE5 Gold · (26 Wo.)DE | AT10 (19 Wo.)AT | CH10 (22 Wo.)CH | UK1 Platin · (28 Wo.)UK | Dance16 (20 Wo.)Dance | Erstveröffentlichung: 4. September 2015 Verkäufe: + 1.065.000                                                 |
| 2015 | Sweet Lovin’ Brighter Days                             | DE15 Gold · (25 Wo.)DE | AT7 Gold · (18 Wo.)AT | CH31 (14 Wo.)CH | UK3 ×2Doppelplatin · (30 Wo.)UK | Dance37 (12 Wo.)Dance | Erstveröffentlichung: 4. Dezember 2015 Verkäufe: + 1.705.000; feat. Bryn Christopher                          |
| 2016 | Say You Do Brighter Days                               | — | — | — | UK5 Platin · (18 Wo.)UK | — | Erstveröffentlichung: 18. März 2016 Verkäufe: + 600.000; feat. Imani & DJ Fresh                               |
| 2016 | Give Me Your Love Brighter Days                        | DE55 (5 Wo.)DE | AT50 (2 Wo.)AT | — | UK9 Platin · (16 Wo.)UK | Dance44 (4 Wo.)Dance | Erstveröffentlichung: 8. April 2016 Verkäufe: + 750.000; feat. John Newman & Nile Rodgers                     |
| 2016 | Don’t Need No Money –                                  | — | — | — | UK67 (8 Wo.)UK | — | Erstveröffentlichung: 1. Juli 2016 Imani Williams feat. Sigala & Blonde                                       |
| 2016 | Ain’t Giving Up Brighter Days • Following My Intuition | — | — | — | UK23 Gold · (14 Wo.)UK | — | Erstveröffentlichung: 19. August 2016 Verkäufe: + 400.000; Craig David & Sigala                               |
| 2016 | Only One –                                             | — | — | — | UK53 Silber · (9 Wo.)UK | — | Erstveröffentlichung: 2. Dezember 2016 Verkäufe: + 200.000; mit Digital Farm Animals                          |
| 2017 | Show You Love –                                        | — | — | — | UK91 Silber · (1 Wo.)UK | — | Erstveröffentlichung: 24. Februar 2017 Verkäufe: + 245.000; mit Kato feat. Hailee Steinfeld                   |
| 2017 | Came Here for Love Brighter Days                       | DE76 Gold · (10 Wo.)DE | AT56 Gold · (9 Wo.)AT | CH49 Gold · (15 Wo.)CH | UK6 ×3Dreifachplatin · (38 Wo.)UK | Dance32 (19 Wo.)Dance | Erstveröffentlichung: 9. Juni 2017 Verkäufe: + 2.300.000; mit Ella Eyre                                       |
| 2018 | Lullaby Brighter Days                                  | DE90 (1 Wo.)DE | AT— GoldAT | CH52 (2 Wo.)CH | UK6 ×2Doppelplatin · (27 Wo.)UK | Dance26 (20 Wo.)Dance | Erstveröffentlichung: 23. Februar 2018 Verkäufe: + 1.340.000; mit Paloma Faith                                |
| 2018 | Feels Like Home Brighter Days                          | — | — | — | UK71 (6 Wo.)UK | — | Erstveröffentlichung: 13. Juni 2018 mit Fuse ODG & Sean Paul feat. Kent Jones                                 |
| 2018 | We Don’t Care Brighter Days                            | — | — | — | — | Dance27 (10 Wo.)Dance | Erstveröffentlichung: 27. Juli 2018 mit The Vamps                                                             |
| 2018 | Just Got Paid Brighter Days                            | — | — | — | UK11 Platin · (19 Wo.)UK | Dance24 (20 Wo.)Dance | Erstveröffentlichung: 7. September 2018 Verkäufe: + 760.000; feat. Ella Eyre, Meghan Trainor & French Montana |
| 2019 | Wish You Well Every Cloud – Silver Linings             | — | — | CH64 (1 Wo.)CH | UK8 ×2Doppelplatin · (24 Wo.)UK | Dance32 (20 Wo.)Dance | Erstveröffentlichung: 24. Mai 2019 Verkäufe: + 1.265.000; mit Becky Hill                                      |
| 2019 | We Got Love –                                          | — | — | — | UK42 Gold · (14 Wo.)UK | Dance29 (4 Wo.)Dance | Erstveröffentlichung: 1. November 2019 Verkäufe: + 400.000; mit Ella Henderson                                |
| 2020 | Heaven on My Mind Every Cloud – Silver Linings         | — | — | — | UK14 Platin · (17 Wo.)UK | Dance46 (2 Wo.)Dance | Erstveröffentlichung: 26. Juni 2020 Verkäufe: + 655.000; mit Becky Hill                                       |
| 2020 | Lasting Lover Every Cloud – Silver Linings             | DE— aDE | — | CH41 (1 Wo.)CH | UK10 Platin · (19 Wo.)UK | Dance6 Gold · (29 Wo.)Dance | Erstveröffentlichung: 4. September 2020 Verkäufe: + 1.390.000; mit James Arthur                               |
| 2021 | You for Me Every Cloud – Silver Linings                | DE— bDE | — | — | UK23 Silber · (13 Wo.)UK | Dance17 (20 Wo.)Dance | Erstveröffentlichung: 2. Juli 2021 Verkäufe: + 240.000; feat. Rita Ora                                        |
| 2021 | Runaway –                                              | — | — | — | — | Dance23 (12 Wo.)Dance | Erstveröffentlichung: 20. August 2021 mit R3hab & JP Cooper                                                   |
| 2022 | Melody Every Cloud – Silver Linings                    | — | — | — | UK31 Gold · (16 Wo.)UK | Dance38 (11 Wo.)Dance | Erstveröffentlichung: 21. Januar 2022 Verkäufe: + 425.000                                                     |
| 2022 | Stay the Night Every Cloud – Silver Linings            | — | — | — | UK11 Platin · (21 Wo.)UK | Dance47 (1 Wo.)Dance | Erstveröffentlichung: 13. Mai 2022 Verkäufe: + 600.000; mit Talia Mar                                         |
| 2022 | Living Without You Every Cloud – Silver Linings        | — | — | — | UK48 (10 Wo.)UK | Dance30 (3 Wo.)Dance | Erstveröffentlichung: 2. September 2022 mit David Guetta & Sam Ryder                                          |
| 2022 | All By Myself Every Cloud – Silver Linings             | — | — | — | — | Dance26 (17 Wo.)Dance | Erstveröffentlichung: 7. Oktober 2022 Verkäufe: + 319.000; mit Alok & Ellie Goulding                          |
| 2022 | Rely on Me Every Cloud – Silver Linings                | — | — | — | — | — | Erstveröffentlichung: 11. November 2022 mit Gabry Ponte & Alex Gaudino                                        |
| 2023 | Radio Every Cloud – Silver Linings                     | — | — | — | — | — | Erstveröffentlichung: 6. Januar 2023 mit MNEK                                                                 |
| 2023 | Feels This Good Every Cloud – Silver Linings           | — | — | — | UK93 (2 Wo.)UK | Dance50 (1 Wo.)Dance | Erstveröffentlichung: 3. März 2023 feat. Mae Muller, Caity Baser & Stefflon Don                               |

### Remixe
- 2020: If We Never Met – John K
- 2021: EveryTime I Cry – Ava Max
- 2022: Alot – John K

## Auszeichnungen für Musikverkäufe
| Goldene Schallplatte - Australien - 2017: für die Single Came Here for Love - 2019: für die Single Just Got Paid - 2024: für die Single Heaven on My Mind - Belgien - 2016: für die Single Easy Love - Brasilien - 2024: für die Single Just Got Paid - 2024: für die Single Heaven on My Mind - Dänemark - 2019: für die Single Came Here for Love - 2022: für die Single Show You Love - 2023: für die Single Lasting Lover - Frankreich - 2024: für die Single All By Myself - Italien - 2016: für die Single Easy Love - 2017: für die Single Give Me Your Love - 2017: für die Single Came Here for Love - 2019: für die Single Lullaby - Kanada - 2022: für die Single Sweet Lovin’ - 2022: für die Single Wish You Well - 2022: für die Single Easy Love - 2023: für das Album Brighter Days - 2023: für die Single Give Me Your Love - 2023: für die Single You for Me - Mexiko - 2021: für die Single Came Here for Love - Neuseeland - 2018: für die Single Give Me Your Love - 2019: für die Single Just Got Paid - 2021: für die Single Lasting Lover - Norwegen - 2017: für die Single Sweet Lovin’ - 2025: für die Single All By Myself - Polen - 2016: für die Single Give Me Your Love - 2019: für die Single Just Got Paid - 2019: für das Album Brighter Days - 2021: für die Single Lasting Lover - 2022: für die Single Wish You Well - 2023: für die Single Melody - 2024: für die Single All By Myself - Schweden - 2016: für die Single Say You Do - 2017: für die Single Came Here for Love - Spanien - 2016: für die Single Easy Love - Ungarn - 2023: für das Album Every Cloud – Silver Linings | Platin-Schallplatte - Australien - 2016: für die Single Easy Love - 2016: für die Single Sweet Lovin’ - Dänemark - 2020: für die Single Easy Love - 2022: für die Single Sweet Lovin’ - Kanada - 2022: für die Single Came Here for Love - 2022: für die Single Just Got Paid - 2022: für die Single Lasting Lover - 2023: für die Single Lullaby - Mexiko - 2023: für die Single Give Me Your Love - Neuseeland - 2016: für die Single Easy Love - 2019: für die Single Came Here for Love - 2021: für die Single Sweet Lovin’ - 2024: für das Album Brighter Days - Norwegen - 2017: für die Single Easy Love - Polen - 2018: für die Single Lullaby - 2019: für die Single Came Here for Love - 2024: für das Album Every Cloud – Silver Linings - Schweden - 2016: für die Single Sweet Lovin’ - Ungarn - 2024: für die Single All By Myself 2× Platin-Schallplatte - Australien - 2021: für die Single Lasting Lover - Brasilien - 2023: für die Single All By Myself - Schweden - 2016: für die Single Easy Love |

Anmerkung: Auszeichnungen in Ländern aus den Charttabellen bzw. Chartboxen sind in ebendiesen zu finden.
| Land/RegionAuszeichnungen für Musikverkäufe (Land/Region, Auszeichnungen, Verkäufe, Quellen) | Silber     | Gold       | Platin       | Verkäufe   | Quellen              |
| -------------------------------------------------------------------------------------------- | ---------- | ---------- | ------------ | ---------- | -------------------- |
| Australien (ARIA)                                                                            | —          | 3× Gold3   | 4× Platin4   | 385.000    | aria.com.au          |
| Belgien (BRMA)                                                                               | —          | Gold1      | —            | 15.000     | ultratop.be          |
| Brasilien (PMB)                                                                              | —          | 2× Gold2   | 2× Platin2   | 200.000    | pro-musicabr.org.br  |
| Dänemark (IFPI)                                                                              | —          | 3× Gold3   | 2× Platin2   | 300.000    | ifpi.dk              |
| Deutschland (BVMI)                                                                           | —          | 3× Gold3   | —            | 600.000    | musikindustrie.de    |
| Frankreich (SNEP)                                                                            | —          | Gold1      | —            | 100.000    | snepmusique.com      |
| Italien (FIMI)                                                                               | —          | 4× Gold4   | —            | 100.000    | fimi.it              |
| Kanada (MC)                                                                                  | —          | 6× Gold6   | 4× Platin4   | 560.000    | musiccanada.com      |
| Mexiko (AMPROFON)                                                                            | —          | Gold1      | Platin1      | 90.000     | amprofon.com.mx      |
| Neuseeland (RMNZ)                                                                            | —          | 3× Gold3   | 4× Platin4   | 135.000    | radioscope.co.nz NZ2 |
| Norwegen (IFPI)                                                                              | —          | 2× Gold2   | Platin1      | 90.000     | ifpi.no              |
| Österreich (IFPI)                                                                            | —          | 3× Gold3   | —            | 45.000     | ifpi.at              |
| Polen (ZPAV)                                                                                 | —          | 7× Gold7   | 3× Platin3   | 175.000    | olis.pl              |
| Schweden (IFPI)                                                                              | —          | 2× Gold2   | 3× Platin3   | 160.000    | sverigetopplistan.se |
| Schweiz (IFPI)                                                                               | —          | Gold1      | —            | 10.000     | hitparade.ch         |
| Spanien (Promusicae)                                                                         | —          | Gold1      | —            | 20.000     | elportaldemusica.es  |
| Ungarn (MAHASZ)                                                                              | —          | Gold1      | Platin1      | 6.000      | slagerlistak.hu      |
| Vereinigte Staaten (RIAA)                                                                    | —          | Gold1      | —            | 500.000    | riaa.com             |
| Vereinigtes Königreich (BPI)                                                                 | 4× Silber4 | 3× Gold3   | 17× Platin17 | 11.760.000 | bpi.co.uk            |
| Insgesamt                                                                                    | 4× Silber4 | 48× Gold48 | 42× Platin42 |            |                      |